# Fernando Parrado
Fernando Seler Parrado Dolgay, detto Nando (Montevideo, 9 dicembre 1949), è un ex rugbista a 15 uruguaiano, uno dei sedici uruguaiani sopravvissuti al disastro aereo delle Ande.

## Biografia
Parrado è nato a Montevideo, in Uruguay, da Seler ed Eugenia Parrado. Secondo di tre figli, ha una sorella maggiore, Graciela, e una sorella minore, Susana o "Susy". Si è laureato presso la Stella Maris College (Montevideo) e ha giocato con la squadra di rugby dell'università: l'Old Christians Club.

### L'incidente
Il 13 ottobre 1972 il volo 571 della Fuerza Aérea Uruguaya si schiantò sulle montagne delle Ande. Il volo trasportava l'intera squadra di rugby Old Christians Club con i rispettivi allenatori, parenti e amici diretti a Santiago per disputare alcuni incontri amichevoli con squadre cilene. Dopo aver perso sua madre nello schianto e sua sorella Susana dopo alcuni giorni, e aver trascorso due mesi intrappolato sulle montagne con gli altri sopravvissuti allo schianto, Parrado, insieme a Roberto Canessa, decise di scalare le cime delle Ande alla ricerca di aiuto. L'eroico viaggio durò ben dieci giorni, finché i due superstiti, ormai stremati, incontrarono il mandriano Sergio Catalan, che prestò loro i primi ma importanti soccorsi.

### Il post-incidente
Parrado dopo l'incidente completò gli studi e si laureò, ma risentì del duro colpo inflittogli dalla scomparsa della madre e della sorella per diverso tempo. Intraprese, con il supporto del padre Seler, la carriera di pilota professionista di automobili da corsa, in quanto da tempo interessato a questo settore. Dopo il matrimonio abbandonò le gare professionistiche e rilevò l'azienda di suo padre, la Seler Parrado S.A., assieme alla sorella maggiore e al fratellastro. In seguito ha sviluppato ulteriori attività commerciali ed è anche diventato un personaggio televisivo nel suo paese. Inoltre, utilizza la sua esperienza nelle Ande per assistere persone affette da traumi psicologici e aiutarle a superarli.

### La reazione dei media sull'incidente
L'eroica impresa di Parrado e Canessa è stata riconosciuta attraverso i libri e altri media. Parrado scrisse assieme a Rause Vince il libro Settantadue giorni. La vera storia dei sopravvissuti delle Ande e la mia lotta per tornare (Piemme, 2006) e collaborò molto nella realizzazione del film Alive - Sopravvissuti (1993), regia di Frank Marshall, dove è stato interpretato da Ethan Hawke. Nel film TV La società della neve compare in un breve cameo durante l'arrivo di alcuni ragazzi in aeroporto.